# Kirche Albertshausen (Reichenberg)

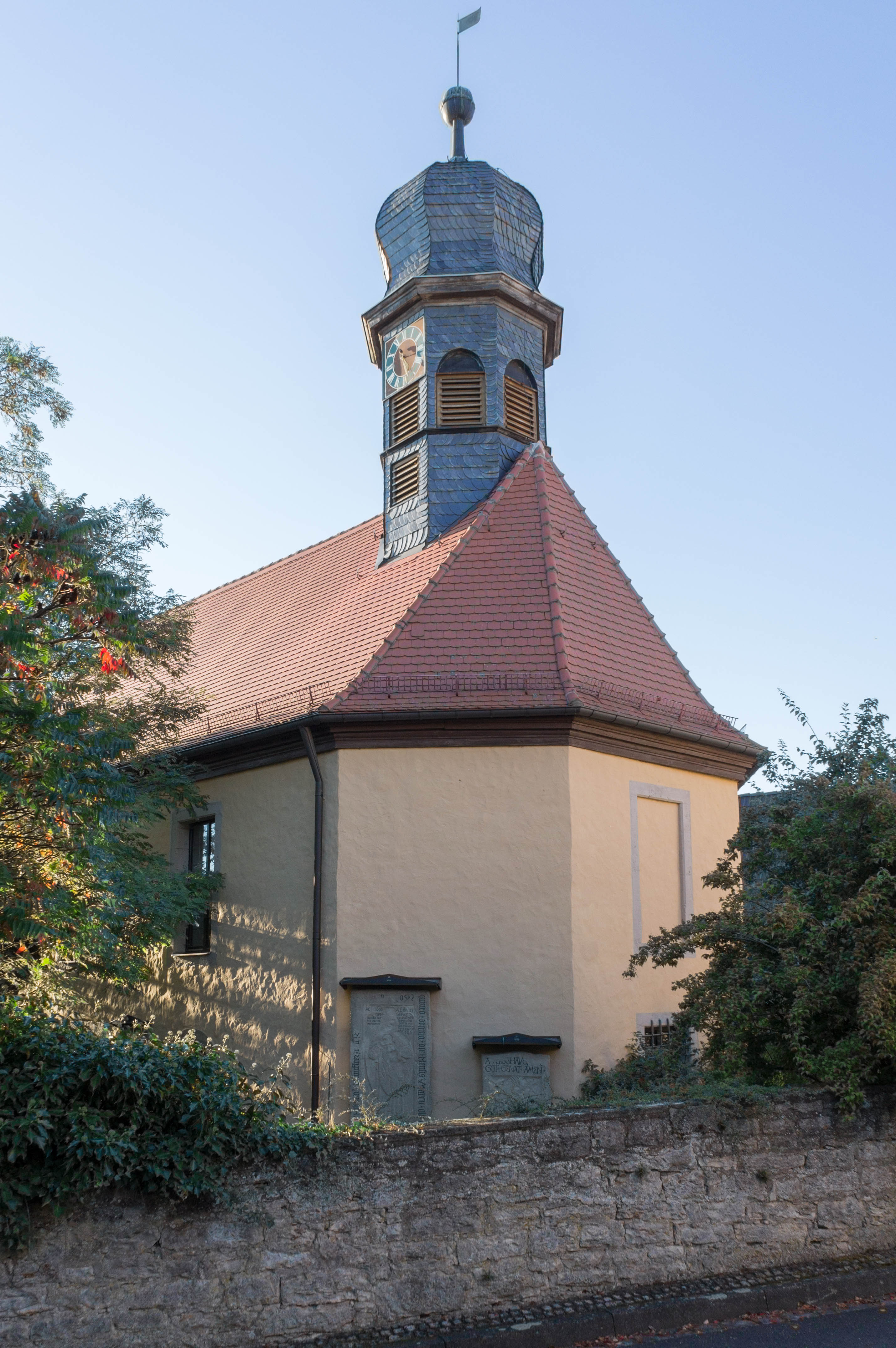
Evangelische Kirche (Albertshausen)

Die Evangelische Kirche Albertshausen ist ein denkmalgeschütztes Kirchengebäude, das in Albertshausen steht, einem Gemeindeteil des Marktes Reichenberg im Landkreis Würzburg in Unterfranken. Das Bauwerk ist unter der Denkmalnummer D-6-79-176-8 als Baudenkmal in die Bayerische Denkmalliste eingetragen. Die Kirche gehört zur Pfarrei Albertshausen im Evangelisch-Lutherischen Dekanat Würzburg im Kirchenkreis Ansbach-Würzburg der Evangelisch-Lutherischen Kirche in Bayern.

## Beschreibung
Die Saalkirche wurde 1711 gebaut. Aus dem Satteldach des dreiseitig abgeschlossenen Kirchenschiffs erhebt sich im Osten ein schiefergedeckter, achteckiger, mit einer Zwiebelhaube bedeckter Dachreiter, der die Turmuhr und den Glockenstuhl beherbergt. 
Der mit einer Flachdecke überspannte Innenraum hat ringsum Emporen. Die Kanzel befindet sich an der Brüstung der Empore, auf der die Orgel steht. Sie hat 14 Register, zwei Manuale und ein Pedal und wurde 2009 von der Freiburger Orgelbau Hartwig und Tilmann Späth gebaut.